# Arrecife Irving
El Arrecife Irving (en tagalo: Balagtas; en chino: 火艾礁; en vietnamita: đá Cá Nhám) es un arrecife de coral en las Islas Spratly, Mar de China Meridional. Está ocupado por las Filipinas como parte de las Islas Kalayaan, pero también es reclamada por la República Popular de China, la República de China (Taiwán) y Vietnam.
El arrecife está a 11 millas náuticas al suroeste de la isla de West York (conocida como Isla Likas en las Filipinas). Posee 2 millas náuticas de longitud. Hay un cayo de arena cerca del extremo norte.
El nombre filipino del Arrecife, Balagtas es en honor del poeta filipino Francisco Balagtas. 